# Лабна
Лабна (юкатек Labna, ісп. Labná) — археологічна пам'ятка цивілізації мая, церемоніальний комплекс класичної епохи (на однім з написів є дата — 862 н. е.). Розташована на височині Пуук на півострові Юкатан. Розташована за 29 км на південь від великого маянського міста Ушмаль. Разом з Ушмалем вважається єдиним пам'ятником Світової спадщини ЮНЕСКО з 1996 р. і відкритий для доступу туристів.
Перше письмове повідомлення про Лабна склав Джон Ллойд Стефенс, який відвідав це місце разом з художником Фредеріком Кезервудом у 1842 р.
Пам'ятка займає невелику та компактну територію. Будівлі та мотиви оздоблення їх виконані у архітектурному регіональному стилі мая, відомому як Пуук. Який широко використовує добре вирізані кам'яні візерунки та зображення, у тому числі масок довгоносого бога дощу.

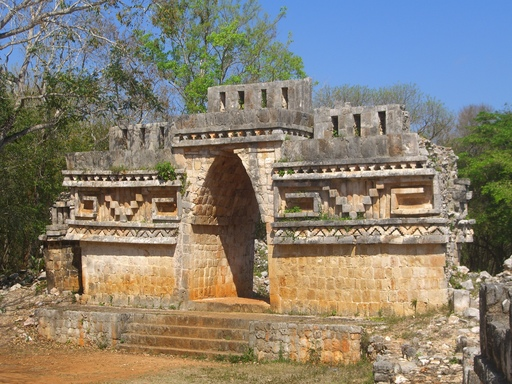
Арка

Серед відомих споруд — двоповерховий «палац» Гранд Паласіо, довжиною близько 120 м — одне з найбільш довгих будівель в регіоні Пуук. Від палацу церемоніальна дорога (сакбе) веде до майстерно прикрашеної рельєфами арки шириною 3 м і висотою 6 м. Арка не була входом в місто, а скоріше була проходом із загальнодоступної зони в священну. Поруч з аркою знаходиться храм Ель-Мірадор (ісп, «оглядова вежа») — піраміда, на вершині якої був храм. Крім нього, в Лабна був Храм Колон.